# Eymouthiers
Pour l’article ayant un titre homophone, voir Eymoutiers.
Eymouthiers (Aimostier en limousin, dialecte occitan) est une commune du Sud-Ouest de la France, située dans le département de la Charente (région Nouvelle-Aquitaine).
Ses habitants s'appellent les Moustériens et les Moustériennes.

## Géographie

### Localisation et accès
Eymouthiers est à la bordure orientale du département de la Charente et jouxte le Périgord vert, partie granitique du département de la Dordogne.
La principale voie de communication de la commune est la RD 6, qui va de la limite du département de la Dordogne à Mansle en passant par Montbron et La Rochefoucauld.
Le village d'Eymouthiers, qui a donné son nom à la commune, est un petit hameau situé au pied d'une haute colline, et ne possède ni église, ni mairie.
Le village de la Tricherie, situé sur la route de Montbron à Piégut-Pluviers (RD 6), à 5 km à l'est de Montbron et 35 km d'Angoulême, est le véritable cœur de la commune, possédant la mairie et l'église.

### Hameaux et lieux-dits
Le hameau du Chambon s'élève également dans un beau site, dans une boucle de la Tardoire, et près du confluent de cette rivière et de la fontaine d'Eymoutiers.
Les autres hameaux de la commune sont : 
- Chez Manot
- Puyservaud, dans l'est de la commune, sur la limite du Périgord
- Marsac
- Maudeuil, etc[2].

### Communes limitrophes
|                      | Écuras            |                           |
| Montbron             | Eymouthiers       | Bussière-Badil (Dordogne) |
| Varaignes (Dordogne) | Soudat (Dordogne) |                           |

### Géologie et relief

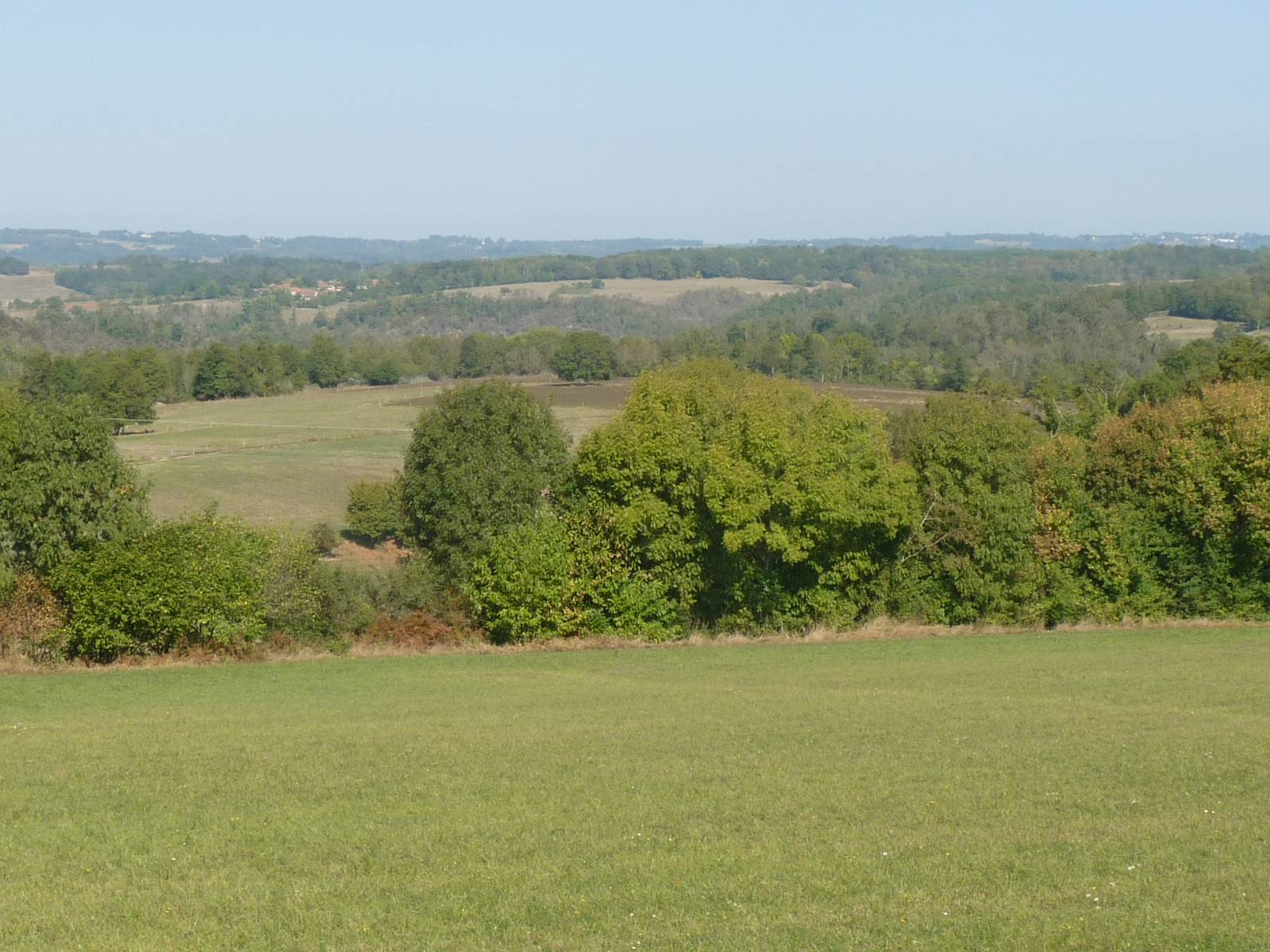
Vue de la route d'Écuras.

La commune d'Eymouthiers appartient dans sa partie nord à la zone granitique du département, la Charente limousine, dont c'est la commune la plus au sud. Elle est limitée au nord par la Tardoire, qui la sépare de la commune d'Écuras, et dont la vallée est très belle. En venant de l'ouest, en limite du Bassin aquitain, ce sont les premières terres du Massif central, et le territoire communal est très accidenté.
La partie nord, le long de la vallée de la Tardoire, est composée de granite et gneiss. Plus au sud vers Marsac, on trouve sur une petite zone les premiers calcaires du Jurassique inférieur (Hettangien à Sinémurien). Mais la plus grande partie de la commune au sud de la vallée de la Tardoire est composée de colluvions, avec localement sur la hauteur (route de Piégut) des dépôts de l'Éocène au Pliocène composés d'argiles, sable et gravier,,.
La commune occupe le versant méridional de la vallée de la Tardoire qui coule au fond d'une gorge assez marquée. De hautes collines occupent le sud et l'est de la commune. Le point culminant du territoire communal est à une altitude de 254 m, situé sur la limite orientale. Le point le plus bas est à 118 m, situé au bord de la Tardoire en limite nord. La Tricherie, le bourg où est située la mairie, est à 245 m d'altitude. De sa position élevée, on peut voir les campagnes périgourdine et angoumoisine.

### Hydrographie

#### Réseau hydrographique

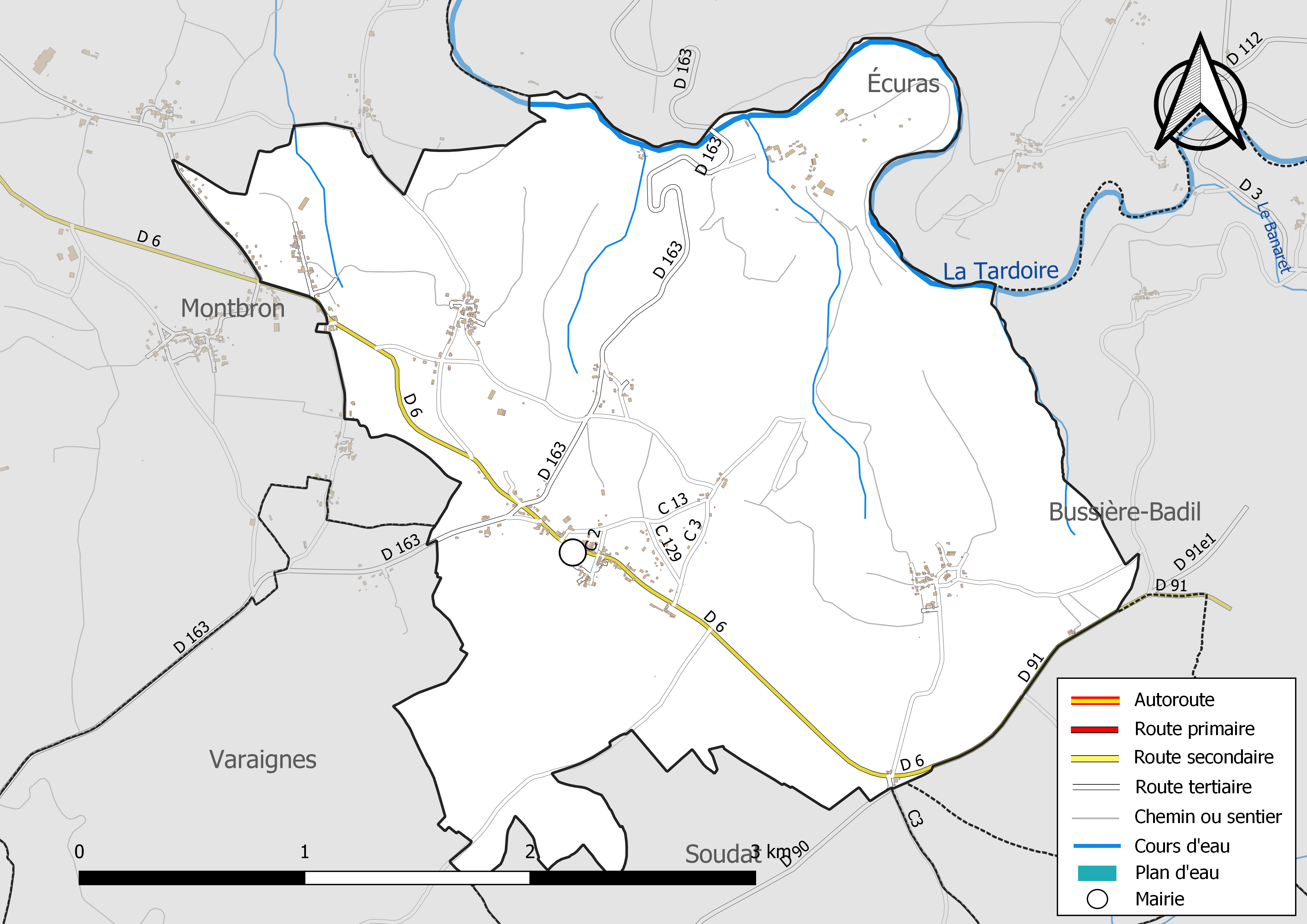
Réseaux hydrographique et routier d'Eymouthiers.

La commune est située dans le bassin versant de la Charente au sein  du bassin Adour-Garonne. Elle est drainée par la Tardoire et par divers petits cours d'eau, qui constituent un réseau hydrographique de 7 km de longueur totale,.
La Tardoire, sous-affluent de la Charente, borde le nord de la commune. D'une longueur totale de 114,1 km, elle prend sa source en Haute-Vienne, dans la commune de Pageas, et se jette  dans la Bonnieure à Saint-Ciers-sur-Bonnieure, après avoir traversé 28 communes.
Les fontaines Saint-Pierre à Eymouthiers, et de Marsac, fournissent de petits affluents. Ces cours d'eau arrosent de belles prairies naturelles, favorisant l'élevage.
Le Chambon situé au bord de la Tardoire possède deux étangs aménagés pour le tourisme et la pêche.

#### Gestion des eaux
Le territoire communal est couvert par le schéma d'aménagement et de gestion des eaux (SAGE) « Charente ». Ce document de planification, dont le territoire correspond au bassin de la Charente, d'une superficie de 9 300 km2, a été approuvé le 19 novembre 2019. La structure porteuse de l'élaboration et de la mise en œuvre est l'établissement public territorial de bassin Charente. Il définit sur son territoire les objectifs généraux d’utilisation, de mise en valeur et de protection quantitative et qualitative des ressources en eau superficielle et souterraine, en respect des objectifs de qualité définis dans le troisième SDAGE  du Bassin Adour-Garonne qui couvre la période 2022-2027, approuvé le 10 mars 2022.

### Climat
Le climat est océanique dégradé. C'est celui de la Charente limousine, plus humide et plus frais que celui du reste du département dû au relief, quoique ayant les nuances méridionales du Périgord tout proche.

## Urbanisme

### Typologie
Au 1er janvier 2024, Eymouthiers est catégorisée commune rurale à habitat dispersé, selon la nouvelle grille communale de densité à 7 niveaux définie par l'Insee en 2022.
Elle est située hors unité urbaine et hors attraction des villes,.

### Occupation des sols
L'occupation des sols de la commune, telle qu'elle ressort de la base de données européenne d’occupation biophysique des sols Corine Land Cover (CLC), est marquée par l'importance des forêts et milieux semi-naturels (52,3 % en 2018), en diminution par rapport à 1990 (53,2 %). La répartition détaillée en 2018 est la suivante : 
forêts (52,3 %), prairies (25,6 %), zones agricoles hétérogènes (19,2 %), espaces verts artificialisés, non agricoles (3 %). L'évolution de l’occupation des sols de la commune et de ses infrastructures peut être observée sur les différentes représentations cartographiques du territoire : la carte de Cassini (XVIIIe siècle), la carte d'état-major (1820-1866) et les cartes ou photos aériennes de l'IGN pour la période actuelle (1950 à aujourd'hui).

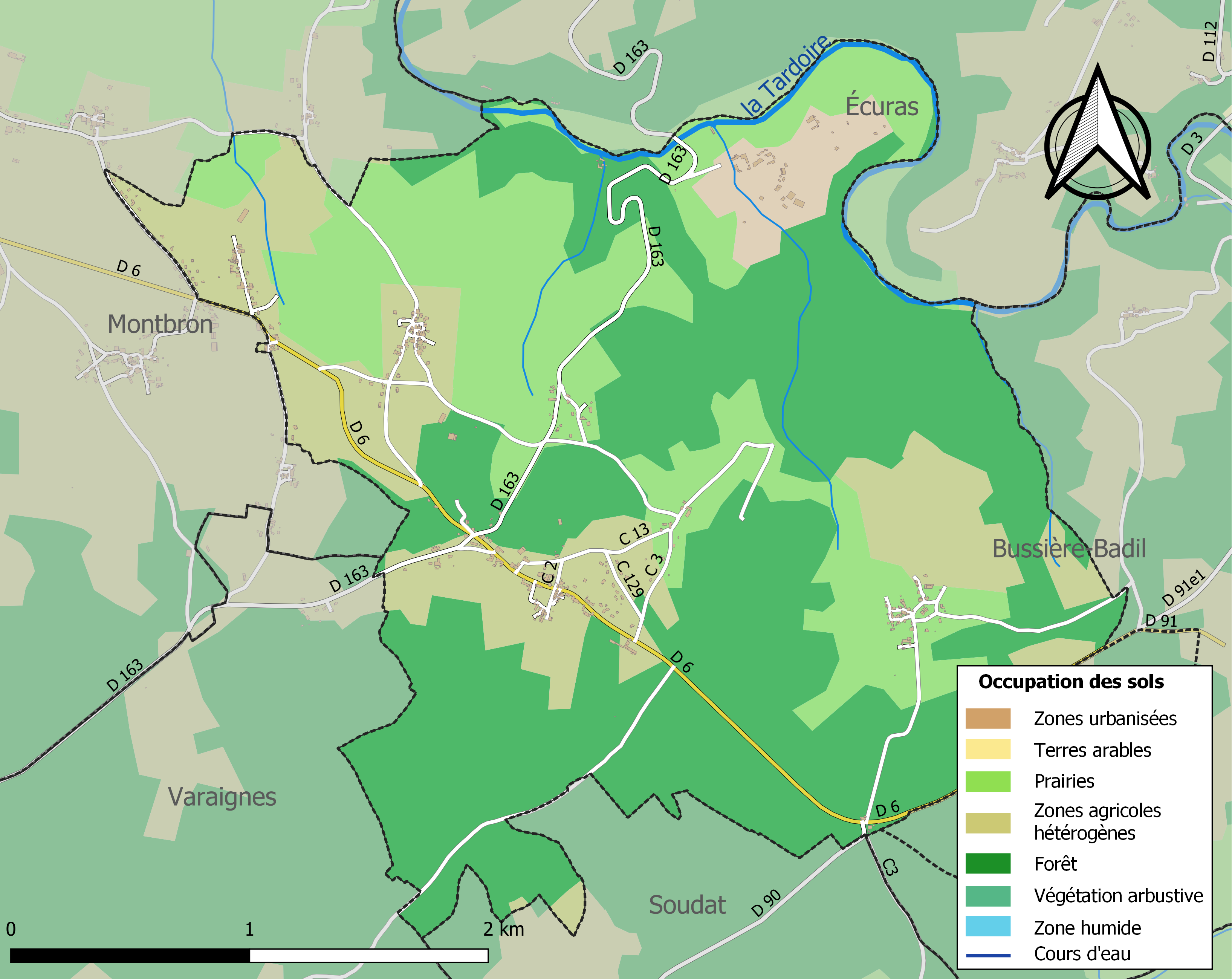
Carte des infrastructures et de l'occupation des sols de la commune en 2018 (CLC).

### Risques majeurs
Le territoire de la commune d'Eymouthiers est vulnérable à différents aléas naturels : météorologiques (tempête, orage, neige, grand froid, canicule ou sécheresse), inondations et séisme (sismicité faible). Il est également exposé à un risque technologique,  le transport de matières dangereuses, et à un risque particulier : le risque de radon. Un site publié par le BRGM permet d'évaluer simplement et rapidement les risques d'un bien localisé soit par son adresse soit par le numéro de sa parcelle.

#### Risques naturels
Certaines parties du territoire communal sont susceptibles d’être affectées par le risque d’inondation par débordement de cours d'eau, notamment la Tardoire. La commune a été reconnue en état de catastrophe naturelle au titre des dommages causés par les inondations et coulées de boue survenues en 1982, 1983 et 1999,.

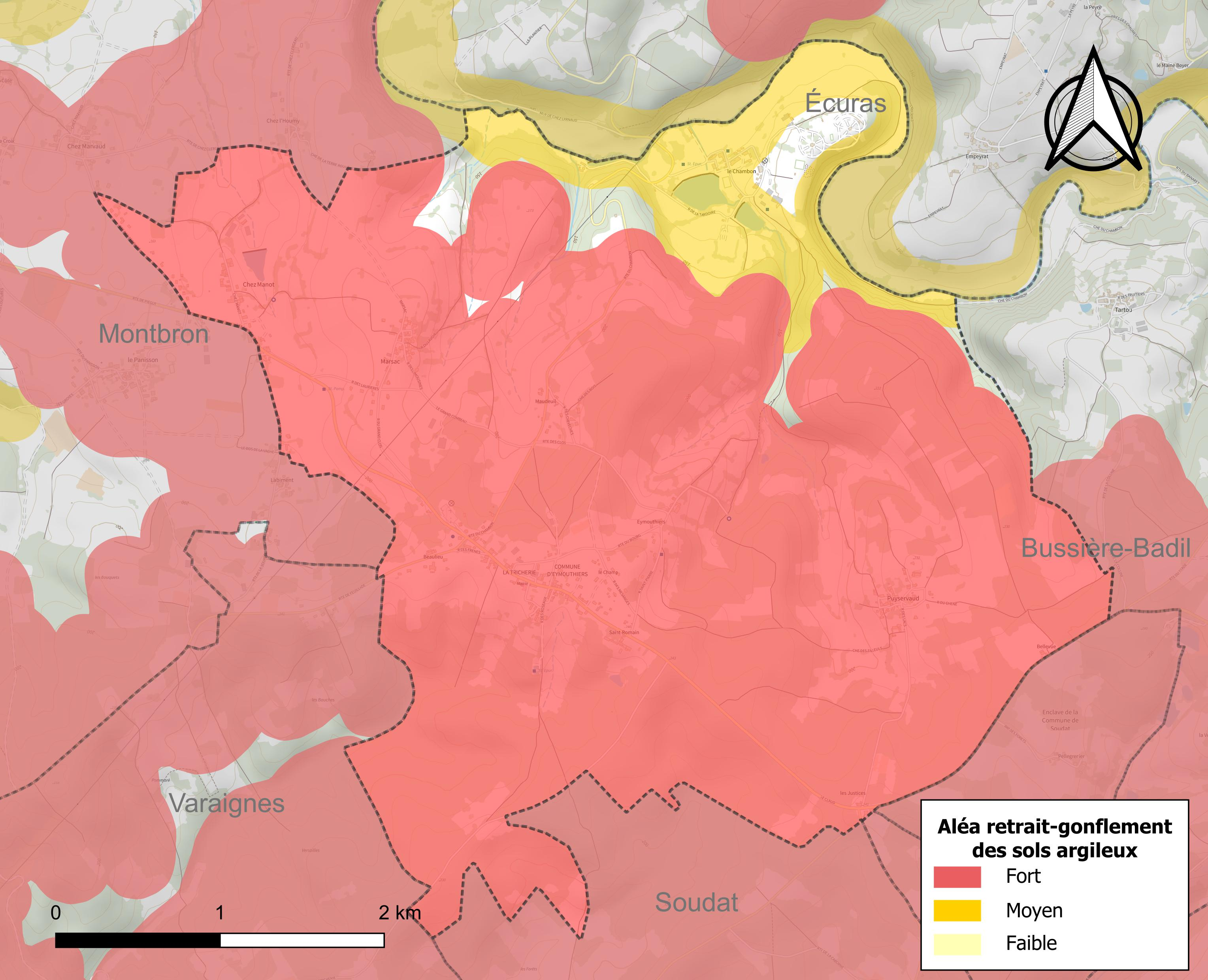
Carte des zones d'aléa retrait-gonflement des sols argileux d'Eymouthiers.

Le retrait-gonflement des sols argileux est susceptible d'engendrer des dommages importants aux bâtiments en cas d’alternance de périodes de sécheresse et de pluie. 96,7 % de la superficie communale est en aléa moyen ou fort (67,4 % au niveau départemental et 48,5 % au niveau national). Sur les 189 bâtiments dénombrés sur la commune en 2019,  187 sont en aléa moyen ou fort, soit 99 %, à comparer aux 81 % au niveau départemental et 54 % au niveau national. Une cartographie de l'exposition du territoire national au retrait gonflement des sols argileux est disponible sur le site du BRGM,.
Par ailleurs, afin de mieux appréhender le risque d’affaissement de terrain, l'inventaire national des cavités souterraines permet de localiser celles situées sur la commune.
Concernant les mouvements de terrains, la commune a été reconnue en état de catastrophe naturelle au titre des dommages causés par la sécheresse en 2003, 2005, 2011 et 2019 et par des mouvements de terrain en 1999.

#### Risques technologiques
Le risque de transport de matières dangereuses sur la commune est lié à sa traversée par une ou des infrastructures routières ou ferroviaires importantes ou la présence d'une canalisation de transport d'hydrocarbures. Un accident se produisant sur de telles infrastructures est susceptible d’avoir des effets graves sur les biens, les personnes ou l'environnement, selon la nature du matériau transporté. Des dispositions d’urbanisme peuvent être préconisées en conséquence.

#### Risque particulier
Dans plusieurs parties du territoire national, le radon, accumulé dans certains logements ou autres locaux, peut constituer une source significative d’exposition de la population aux rayonnements ionisants. Certaines communes du département sont concernées par le risque radon à un niveau plus ou moins élevé. Selon la classification de 2018, la commune d'Eymouthiers est classée en zone 3, à savoir zone à potentiel radon significatif.

## Toponymie
Les formes anciennes sont Monasteriis, Mostiers au XIIIe siècle,, Monasterio Ferrario, Antimonasterio (non datés).
Ante monasterium signifie devant le monastère. Le nom d'Eymoutier-Ferrier viendrait aussi des mines et d'une forge qui existaient autrefois. D'après Dauzat, il n'est pas sûr que le nom d'Eymouthiers ait la même origine gauloise que celui d'Eymoutiers en Haute-Vienne.

### Langues
La commune est dans la partie occitane de la Charente qui en occupe le tiers oriental, et le dialecte est limousin. 
Elle se nomme Aimostier en occitan.

## Histoire
Des débris gallo-romains appelés localement ville de Conan auraient été trouvés au XIXe siècle. Toutefois, Christian Vernou ne fait mention dans son ouvrage que de sarcophages monolithes.
Au Moyen Âge, la paroisse était unie au chapitre Saint-Martial de Limoges.
En 1689, Armand du Lau, écuyer, sieur de Saint-Julien, détenait le fief noble du Chambon, et figurait sur les bans de la noblesse du Périgord.
Au village de chez Manot, on pouvait apercevoir autrefois une chapelle, destinée aux lépreux et dédiée à Saint Roch. Cette chapelle avait été en partie rebâtie au XVIe siècle, puis refaite en 1862, aux frais et en la mémoire de Nicolas Guimbelot, ancien maire de la commune et chevalier de la Légion d'honneur, dont le tombeau se trouvait au cœur de l'édifice.
Une frairie importante de la région se tenait à Eymouthiers tous les ans, le 16 août, jour de Saint Roch. Un musicien local, Léonard Voisin, composa au début du XXe siècle une ballade en son honneur, intitulée Notro Balêdo.

## Administration

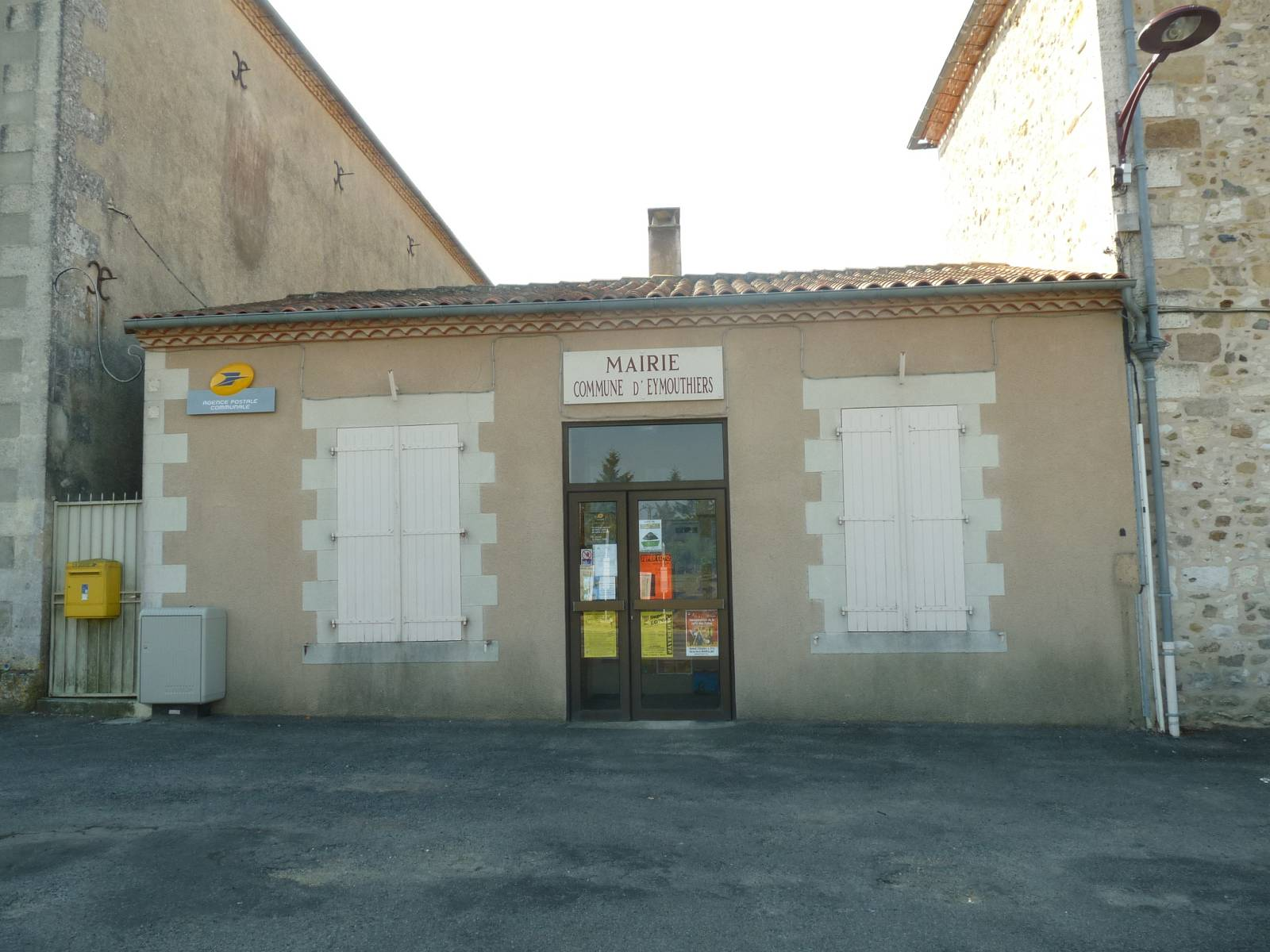
Mairie d'Eymouthiers

| Période                                  | Période  | Identité               | Étiquette | Qualité  |
| ---------------------------------------- | -------- | ---------------------- | --------- | -------- |
| depuis 2001                              | En cours | Jean-Pierre Chamoulaud | SE        | Retraité |
| Les données manquantes sont à compléter. |          |                        |           |          |

## Démographie

### Évolution démographique
L'évolution du nombre d'habitants est connue à travers les recensements de la population effectués dans la commune depuis 1793. Pour les communes de moins de 10 000 habitants, une enquête de recensement portant sur toute la population est réalisée tous les cinq ans, les populations de référence des années intermédiaires étant quant à elles estimées par interpolation ou extrapolation. Pour la commune, le premier recensement exhaustif entrant dans le cadre du nouveau dispositif a été réalisé en 2004.

En 2022, la commune comptait 325 habitants, en évolution de +9,8 % par rapport à 2016 (Charente : −0,48 %, France hors Mayotte : +2,11 %).
| 1793 | 1800 | 1806 | 1821 | 1831 | 1841 | 1846 | 1851 | 1856 |
| ---- | ---- | ---- | ---- | ---- | ---- | ---- | ---- | ---- |
| 606  | 658  | 676  | 647  | 648  | 663  | 631  | 639  | 612  |

| 1861 | 1866 | 1872 | 1876 | 1881 | 1886 | 1891 | 1896 | 1901 |
| ---- | ---- | ---- | ---- | ---- | ---- | ---- | ---- | ---- |
| 593  | 590  | 546  | 530  | 573  | 531  | 509  | 504  | 464  |

| 1906 | 1911 | 1921 | 1926 | 1931 | 1936 | 1946 | 1954 | 1962 |
| ---- | ---- | ---- | ---- | ---- | ---- | ---- | ---- | ---- |
| 488  | 452  | 405  | 393  | 342  | 344  | 304  | 271  | 298  |

| 1968 | 1975 | 1982 | 1990 | 1999 | 2004 | 2006 | 2009 | 2014 |
| ---- | ---- | ---- | ---- | ---- | ---- | ---- | ---- | ---- |
| 237  | 242  | 235  | 279  | 296  | 312  | 304  | 302  | 292  |

| 2019 | 2022 | - | - | - | - | - | - | - |
| ---- | ---- | - | - | - | - | - | - | - |
| 314  | 325  | - | - | - | - | - | - | - |

### Pyramide des âges
La population de la commune est relativement âgée.
En 2018, le taux de personnes d'un âge inférieur à 30 ans s'élève à 23,2 %, soit en dessous de la moyenne départementale (30,2 %). À l'inverse, le taux de personnes d'âge supérieur à 60 ans est de 33,7 % la même année, alors qu'il est de 32,3 % au niveau départemental.
En 2018, la commune comptait 155 hommes pour 153 femmes, soit un taux de 50,32 % d'hommes, légèrement supérieur au taux départemental (48,41 %).
Les pyramides des âges de la commune et du département s'établissent comme suit.
| Hommes | Classe d’âge | Femmes |
| ------ | ------------ | ------ |
| 0,0    | 90 ou +      | 0,0    |
| 11,4   | 75-89 ans    | 9,6    |
| 24,1   | 60-74 ans    | 22,4   |
| 25,9   | 45-59 ans    | 30,8   |
| 12,7   | 30-44 ans    | 16,7   |
| 10,8   | 15-29 ans    | 10,3   |
| 15,2   | 0-14 ans     | 10,3   |

| Hommes | Classe d’âge | Femmes |
| ------ | ------------ | ------ |
| 1      | 90 ou +      | 2,7    |
| 9,2    | 75-89 ans    | 12     |
| 20,6   | 60-74 ans    | 21,3   |
| 20,7   | 45-59 ans    | 20,3   |
| 16,8   | 30-44 ans    | 16     |
| 15,6   | 15-29 ans    | 13,4   |
| 16,1   | 0-14 ans     | 14,3   |

## Économie
- Bovins, ovins, porcins.
- Un peu de vigne.
- Distillerie.
- Tourisme.

## Équipements, services et vie locale

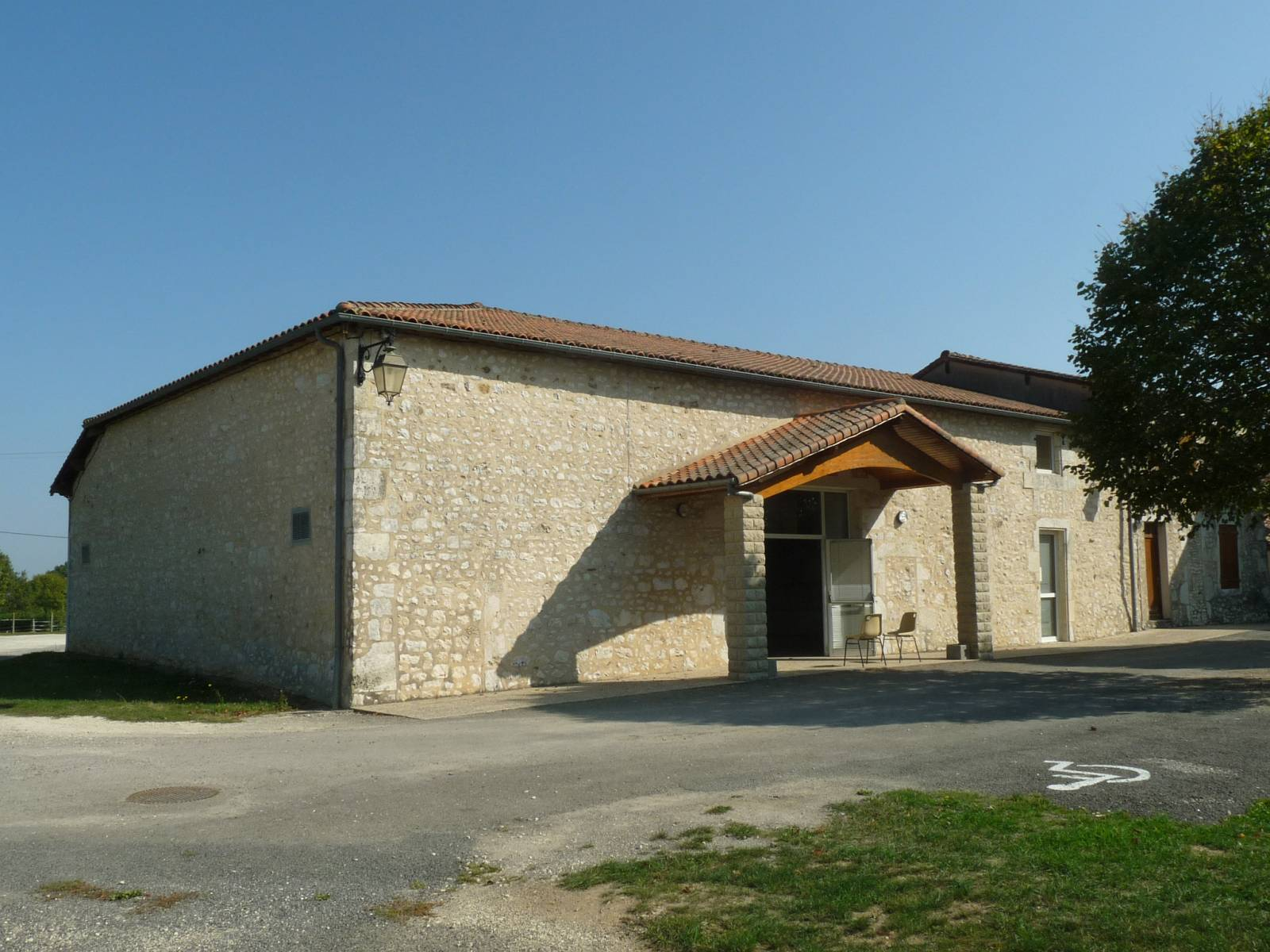
La salle des fêtes

- Fête communale le 15 août.
- Pêche.
- Camping.
- Gîtes ruraux.

## Lieux et monuments
- L'église et la mairie de la commune, situées à la Tricherie, sont de la fin du XIXe siècle. La cloche de l'église, datant de 1541, est gravée en lettres gothiques « Ihs ma petre ora pro nobis 1581 Te deum landamus. Te Deum Landamus ». Elle est inscrite monument historique au titre objet depuis 2004[40].
- Le site du Chambon situé route d'Écuras, sur la Tardoire, est une zone de loisirs connue au niveau départemental. On y pratique en particulier l'escalade, le canoë-kayak, et elle héberge en particulier des colonies de vacances de l'agglomération d'Angoulême.
- Près du bourg d'Eymouthiers se trouve une fontaine surmontée d'un petit monument avec une statue de saint Pierre. L'église du Xe siècle qui s'y trouvait a été détruite en 1853[41].

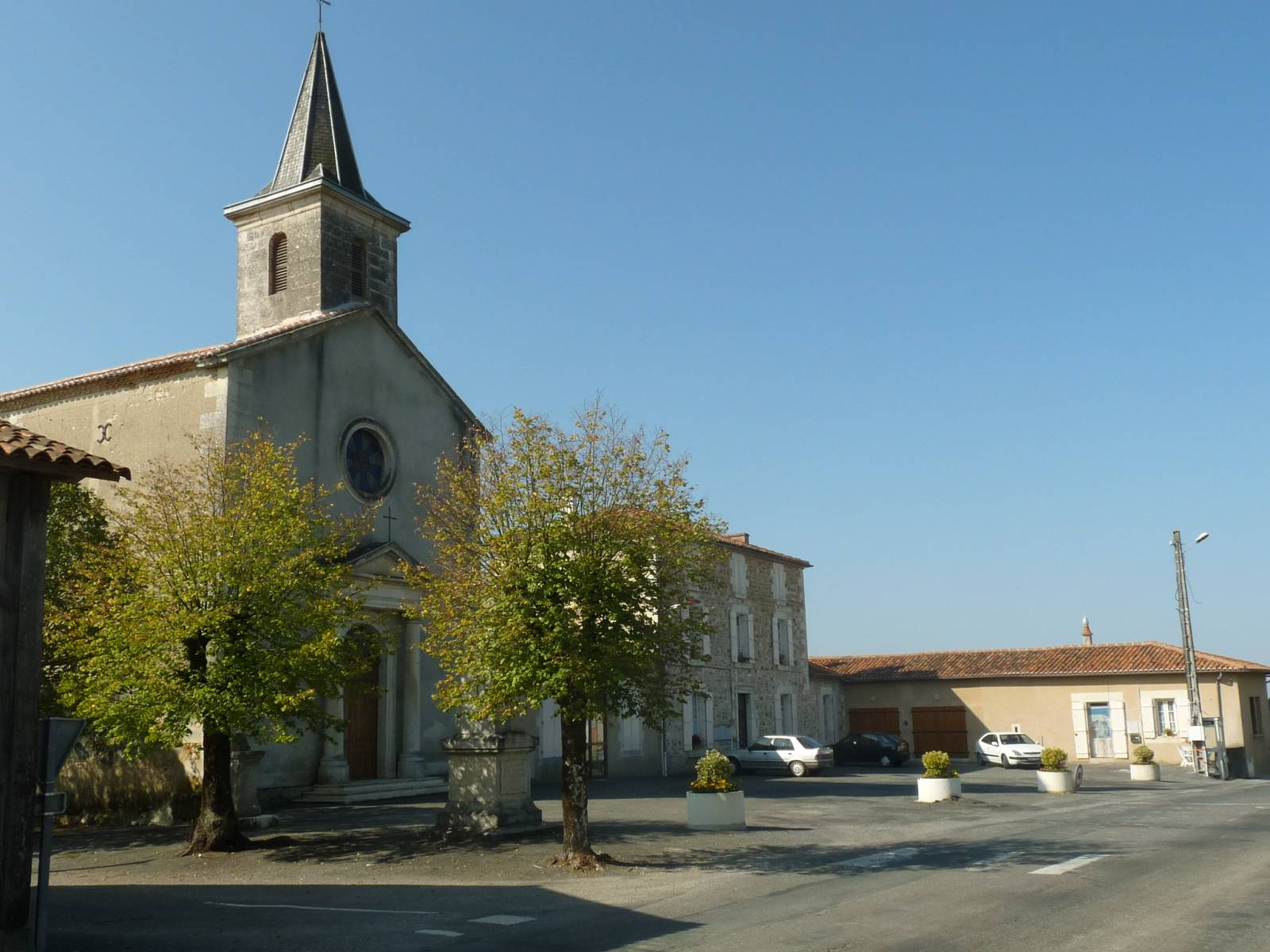
L'église et la place de la mairie.
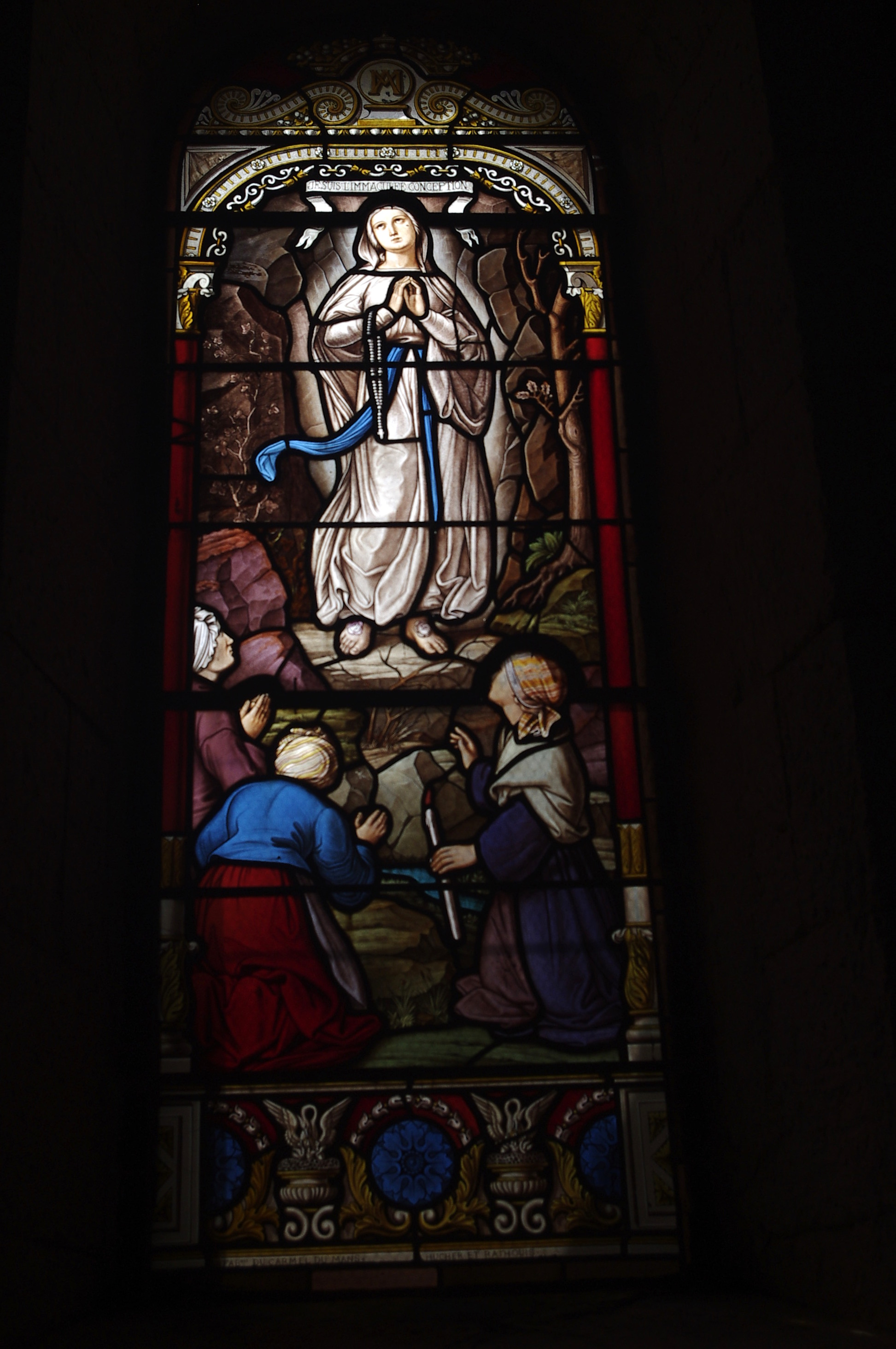
Vitrail créé par la fabrique de vitraux du carmel du Mans, Hucher et Rathouis.
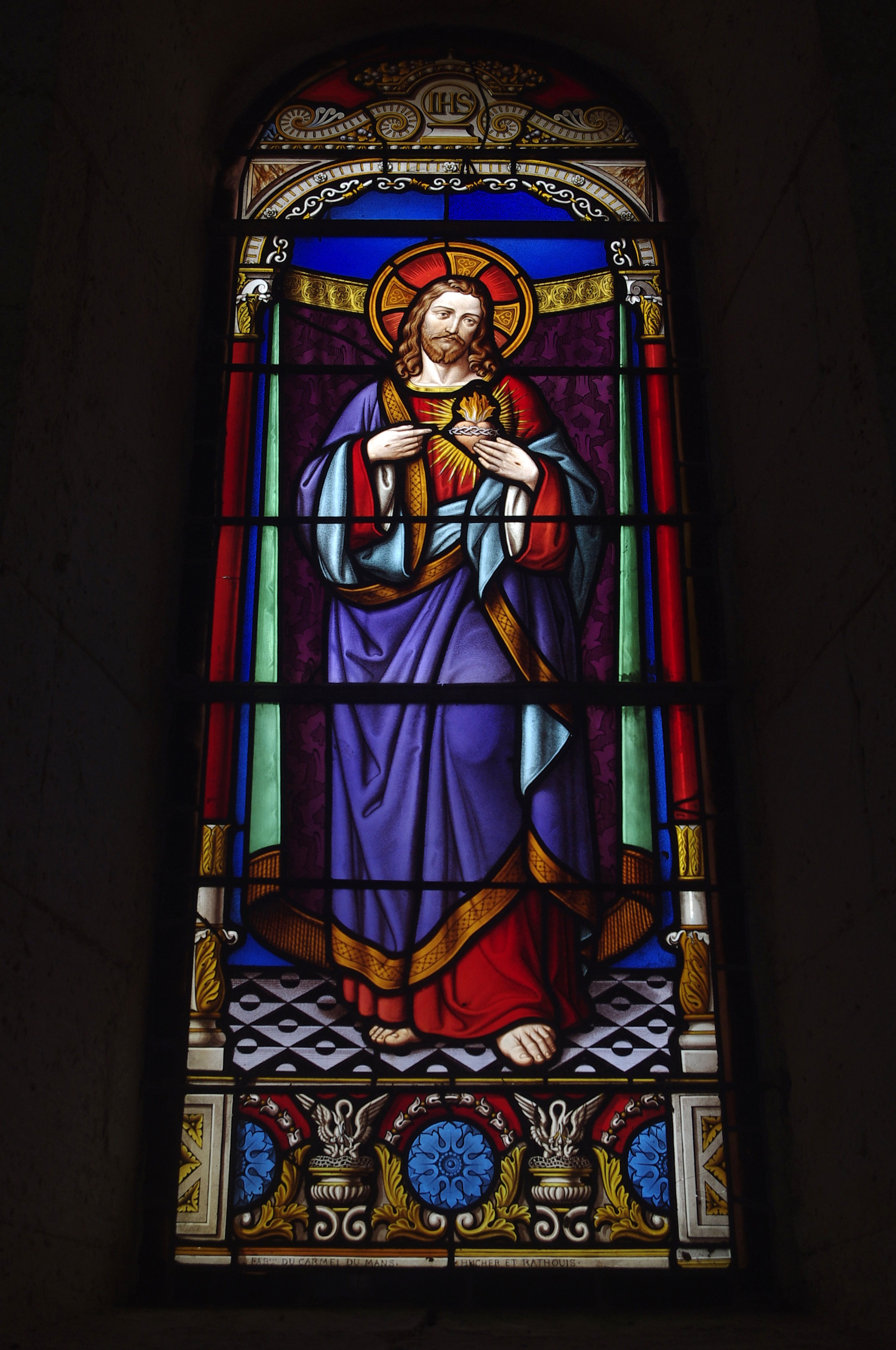
Vitrail créé par la fabrique de vitraux du carmel du Mans, Hucher et Rathouis.
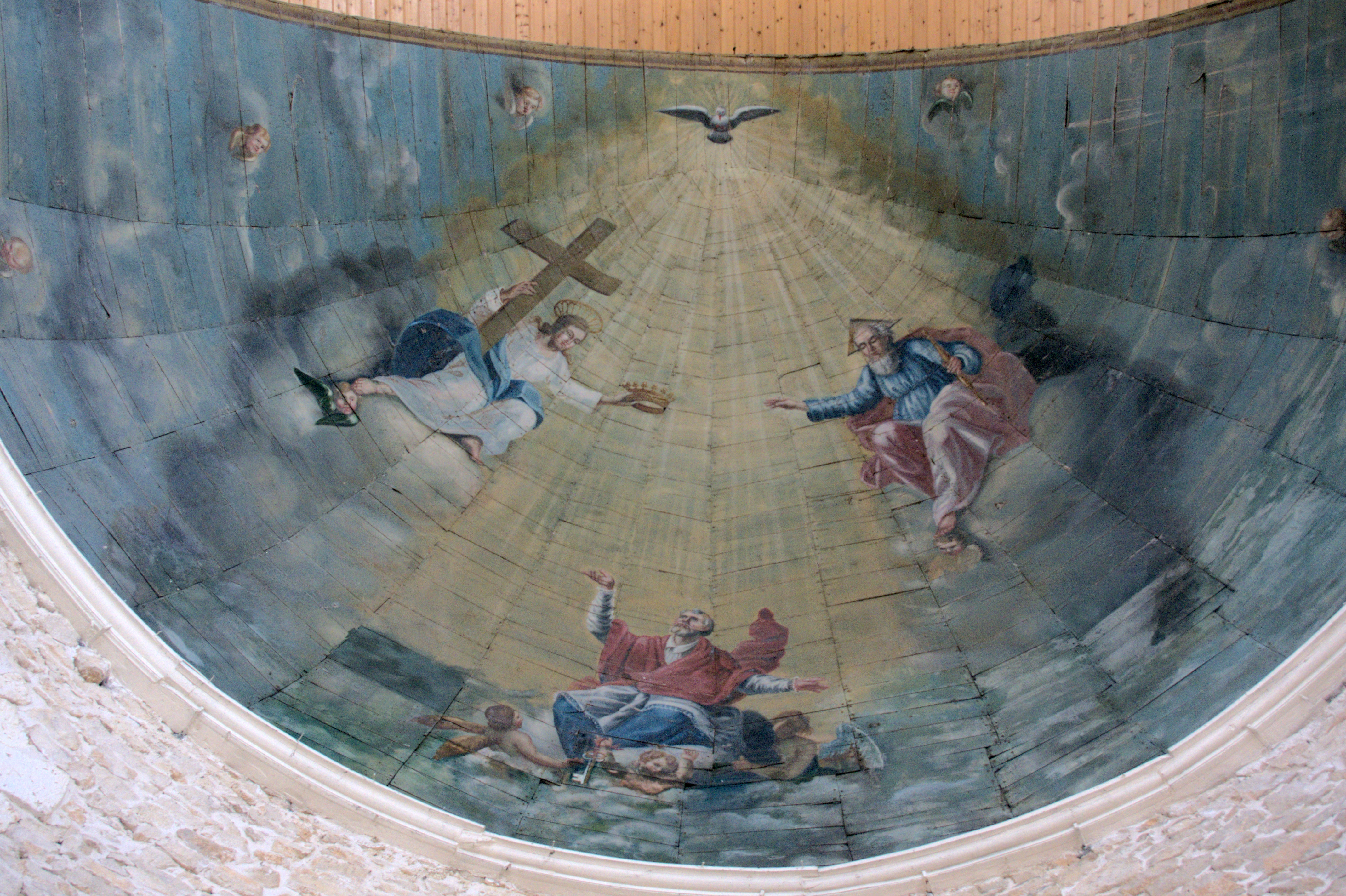
Peinture au plafond du XIXe siècle Saint Pierre montant au ciel.
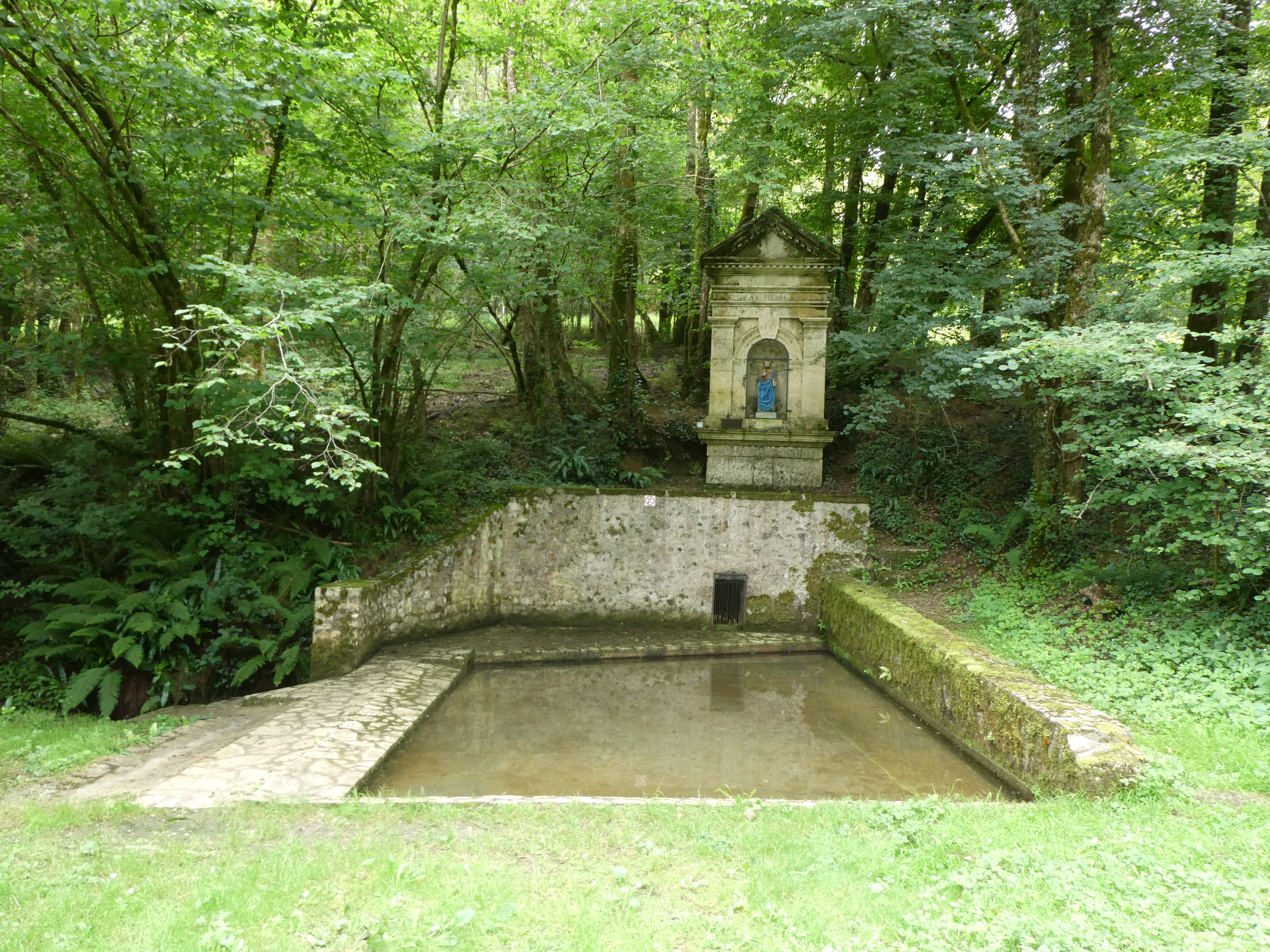
Fontaine dédiée à saint Pierre.
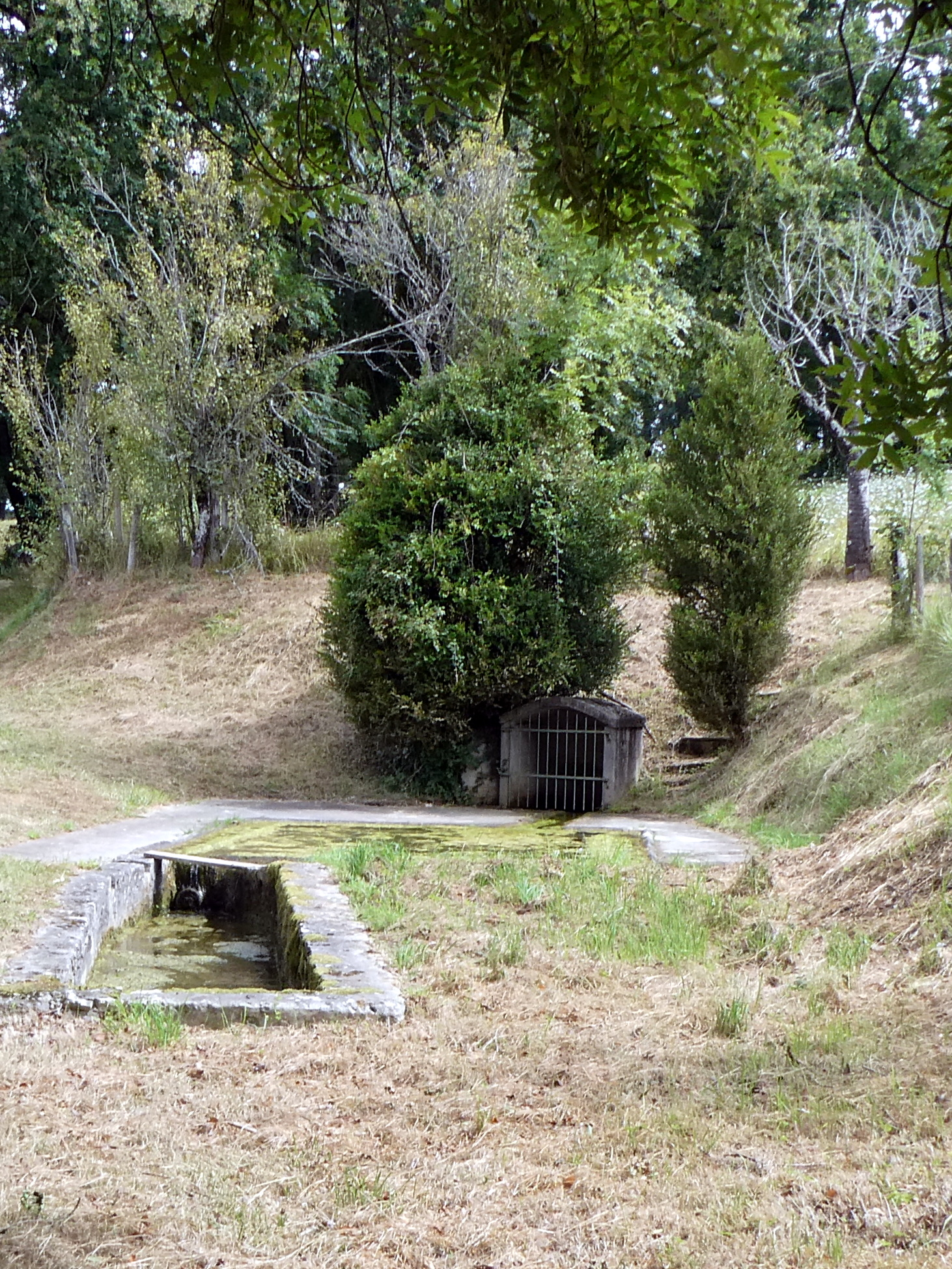
Site de la fontaine saint Roch Chez Manot.

### Patrimoine environnemental
Le GR 4 qui va de Royan à Grasse traverse la commune.

## Personnalités liées à la commune
- Nicolas Guimbelot (1784-1862), capitaine d'infanterie dans la Grande Armée et maire de la commune de 1826 à 1831[42].
- Noël Sabord (1882-1949),  journaliste, critique littéraire et romancier français.